# 蚺蛇尖
蚺蛇尖是香港西貢區東部的一座山峰，海拔468（1,535英尺）。
由於蚺蛇尖山勢陡峭，碎石遍佈，而且地方偏遠，被遠足人士稱為「香港三尖」之一，也被政府漁農自然護理署列為全香港十七個『郊野公園曾發生致命及嚴重意外的高危地點』之一。

## 名稱
「蚺蛇」粵音讀作「嚴蛇」，但該山的另一官方英譯取用「蚺」字的另一讀音「南」，坊間一般亦俗讀和俗寫成「南蛇尖」。在舊版地圖中標示為南蛇頭。

## 地理
蚺蛇尖位於新界西貢半島大浪灣以北，蚺蛇灣以南，米粉頂以西。
蚺蛇尖西北部的一條通往高流灣的山脊，被遊人俗稱為東龍二輋。而蚺蛇尖北面的海岸線，則被俗稱為千溪海岸。

## 遠足安全
蚺蛇尖被漁護署列為『郊野公園曾發生致命及嚴重意外的高危地點』十七個之一。蚺蛇尖沒有官方山徑，也沒有任何指示牌，須要自行導航。

### 中暑黑點
此山沿途無遮無擋，缺乏樹蔭，而且山脊陡峭碎石遍佈，增加暴曬時間，使不少行山人士因中暑及隱性疾病陷入困境。
嚴重個案如下：
- 2015年6月21日：32度酷熱天氣下，姓梁父子到西貢蚺蛇尖行山，54歲父親突不支暈倒，情況嚴重急送醫院。[7]
- 2016年8月6日：34度酷熱天氣下，29歲男子挑戰蚺蛇尖期間感不適，由飛行服務隊直升機急送醫院。[8]
- 2016年11月27日：60歲男行山人士，與山友10多人在西貢蚺蛇尖遠足時突然暈倒，由飛行服務隊直升機急送醫院搶救後身亡。[9]
- 2017年7月29日：一行七名行山人士在西貢蚺蛇尖遠足時，有三男一女共四人因中暑不適，由飛行服務隊直升機急送醫院。[10]
- 2020年8月11日：16歲男少年身穿長褲及長靴挑戰蚺蛇尖期間中暑暈倒山頭，由飛行服務隊直升機急送醫院。[11]
- 2021年2月6日：65歲男子與三友人挑戰蚺蛇尖期間中暑失去意識，由飛行服務隊直升機急送醫院。[12]
- 2022年7月23日：52歲男子酷熱天氣警告下偕兩名友人早上由西貢北潭坳前往蚺蛇尖，下午1時20分懷疑中暑突然暈倒，其後證實不治。[13]
- 2022年11月18日：57歲男子在中午28一30度高溫偕多名友人前往蚺蛇尖時暈倒，其後證實不冶。漁農署警告牌：『往蚺蛇尖的山路非常艱險難行，為閣下的安全著想，請勿前進。』遠眺蚺蛇尖

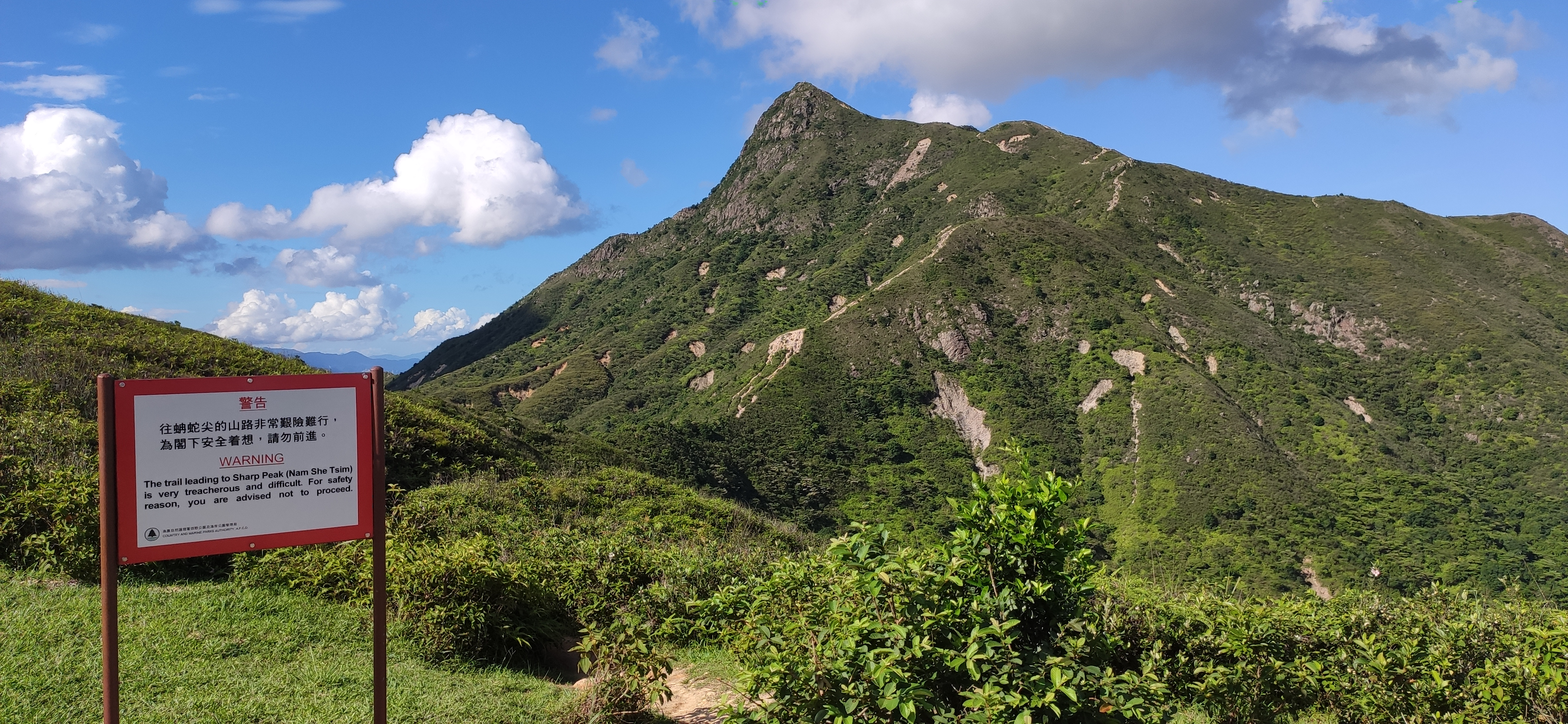
漁農署警告牌：『往蚺蛇尖的山路非常艱險難行，為閣下的安全著想，請勿前進。』

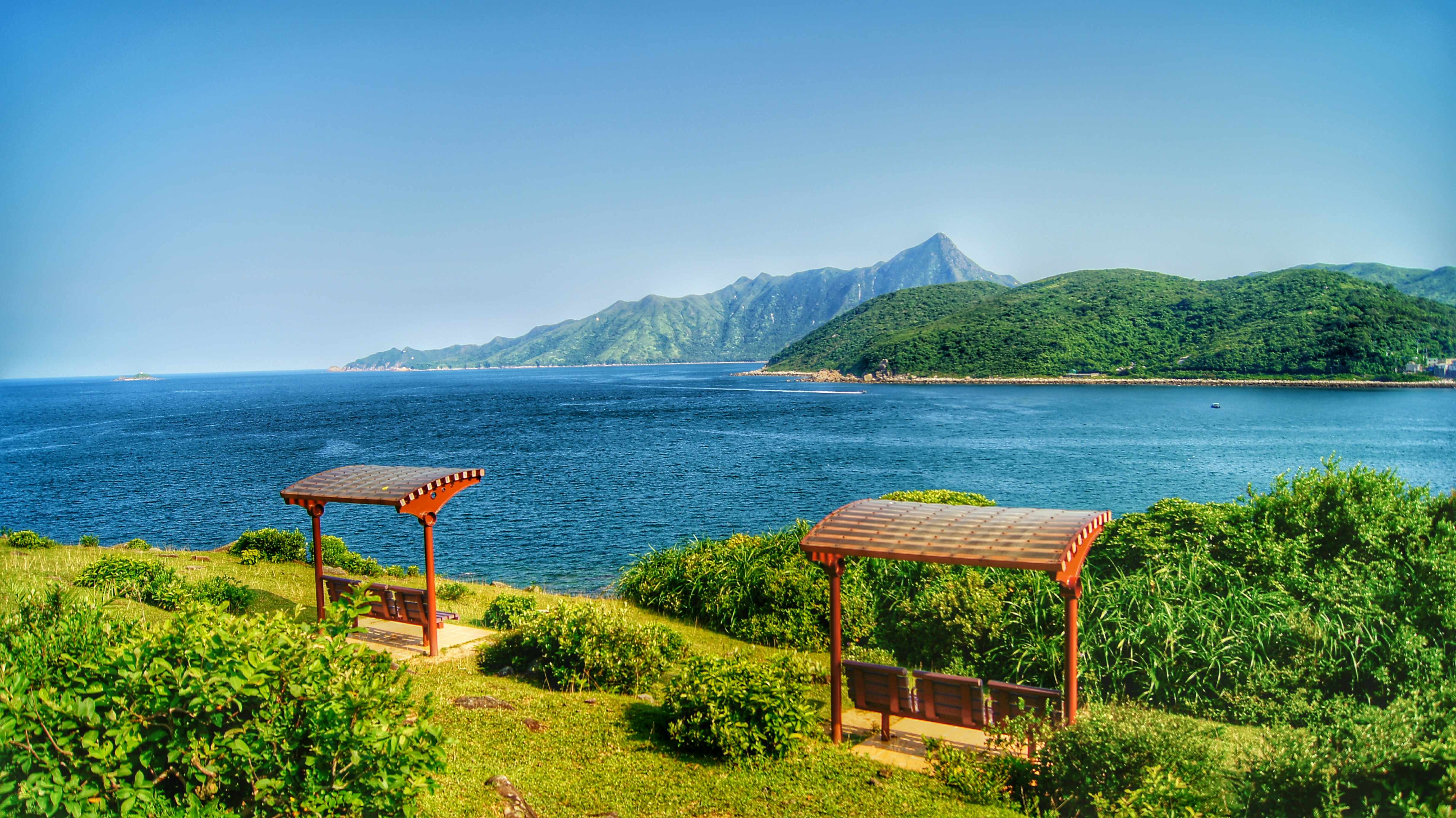
遠眺蚺蛇尖

## 遠足資料
- . 山上行 www.walkonhill.com. 1月12日  [2012-09-13]. （原始内容存档于2020-06-28）.
- . 山全部都係山 www.hkallshan.com. 9月19日  [19/09/2022].